# 愛媛県道18号松山空港線
愛媛県道18号松山空港線（えひめけんどう18ごう まつやまくうこうせん）は、愛媛県松山市の西部をほぼ東西に走る県道（主要地方道）である。

## 概要
当路線は、
- 松山市北斎院町・南斎院町を抜ける北部路線（新空港通り）
- 松山市高岡町や空港通・竹原町・土橋町と抜ける南部路線（旧空港通り）

の2路線に分かれる。松山市では北部路線を「新空港通り」、南部路線を「旧空港通り」と呼ぶのが一般的となっており、市内の交通情報案内板の表示に書かれている「新空港通り経由｣とは当路線の北部路線を指し、「旧空港通り経由」とは当路線の南部路線を指す。（以後便宜上、北部路線を「新空港通り」、南部路線を「旧空港通り」と表記する。）
なお、旧空港通りよりも以前に空港通りが存在していた。現在の旧空港通りよりも少しばかり北側に入った、通称「吉田街道」という東西に走る道路である。この街道は、昔の温泉郡北吉田村、南吉田村、高岡村等の生石5ヶ村から御城下へ向かう道であった。今もなお当時の名残から、狭細区間ながら伊予鉄バス「三津・吉田線」が走っている。

### 路線データ
- 起点：松山市南吉田町（松山空港（新旧空港通り同一起点））
- 終点：
  - 新空港通り(令和3年3月31日まで)・松山市南江戸（松山環状線交点）【北緯33度50分13.1秒 東経132度44分39.7秒 / 北緯33.836972度 東経132.744361度】
  - 旧空港通り・松山市北藤原（国道56号交点）
- なお、先述の国道196号からの移管により、新空港通りに関しては、空港通り2丁目交差点で旧空港通りと合流するため、実施終点はなくなった。同時に、同県の県道19号と同じようにループ状に県道が設定されたことになる。

## 歴史
- 1993年（平成5年）5月11日 - 建設省から、県道松山空港線が松山空港線として主要地方道に指定される[1]。
- 2021年(令和3年) 4月1日 - 国土交通省から国道196号(松山市空港通二丁目109番1~中央二丁目31番1間 延長約3.0km)のうち先述の旧空港通りから新空港通りまでの約1.0kmが県道18号として愛媛県に移管された[2]。

## 路線状況

### 名称・愛称

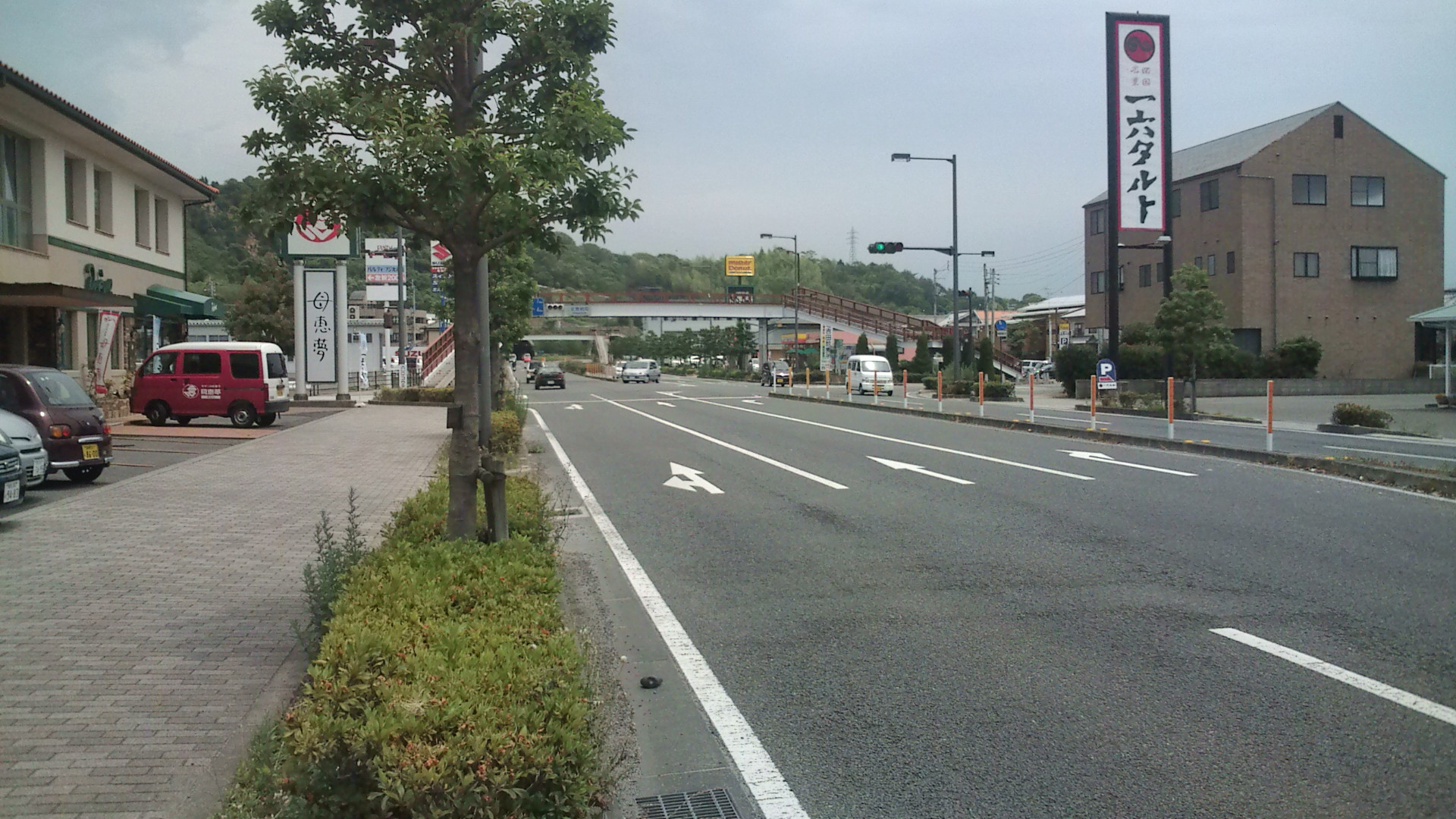
新空港通り（北斎院町）

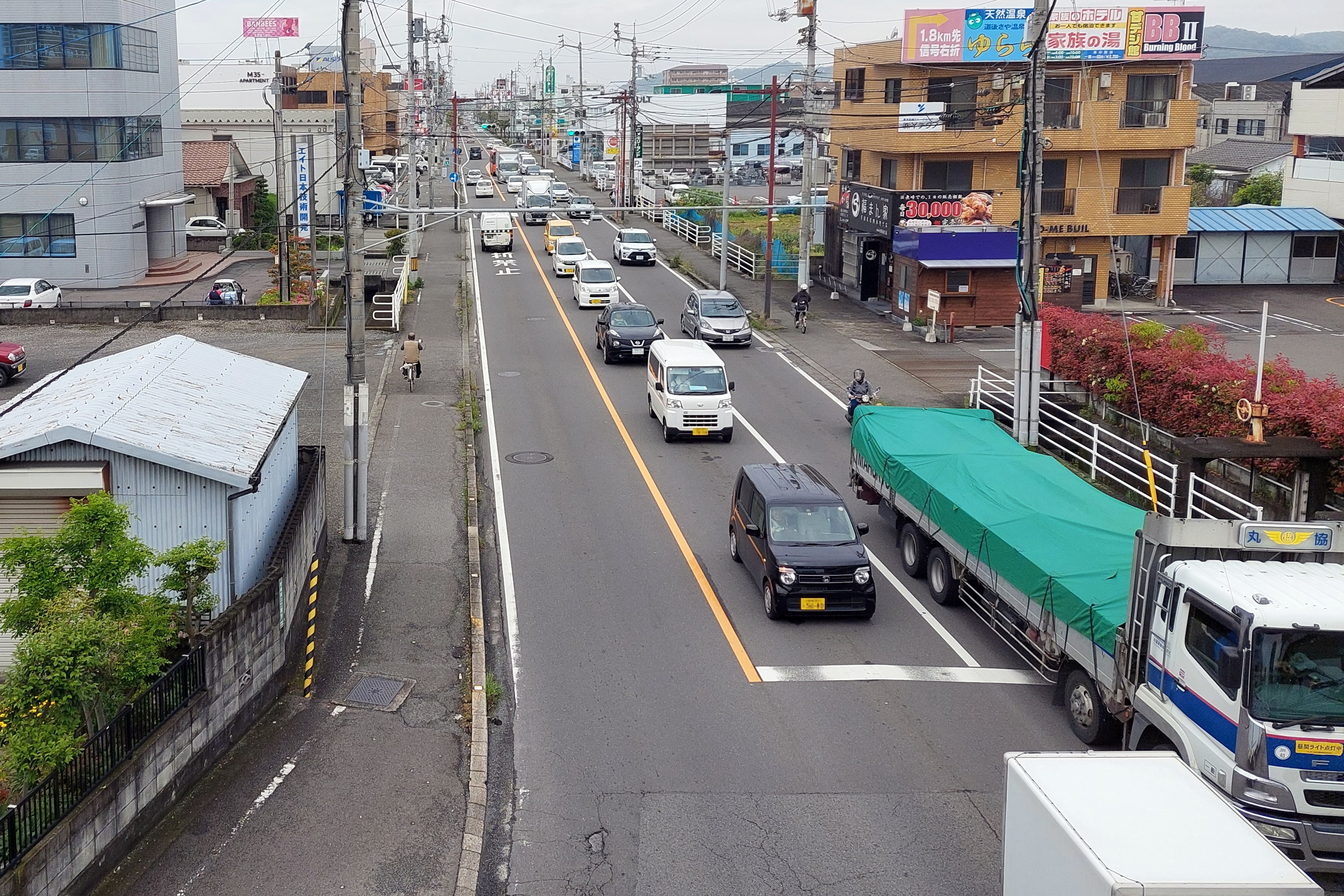
旧空港通り（空港通2丁目）

空港通り
新空港通り
旧空港通りが日中、慢性的な交通渋滞を起こしていたため、1998年（平成10年）に供用された片側2車線が確保された比較的新しい路線である。
弁天山トンネル（上り896m・下り883m）・岩子山トンネル（上り328m・下り335m）の2本のトンネルを有する。松山市内の県道でトンネルが整備されているのは、当路線と松山港線だけである。片側2車線のためスムーズに流れる時間帯が多く、松山空港リムジンバスやタクシーなどはこちらを経由している。
旧空港通り
松山の空の玄関・松山空港と市街地を結ぶ、県下でも有数の交通量を誇る路線である。
県下有数の交通量の割に、片側1車線しかなく慢性的な交通渋滞を引き起こしている。新空港通りが開通後も渋滞が解消されることはない。その要因の1つに、この旧空港通り沿線には多くの商業施設・工場が立ち並ぶ、その利便性が考えられる。
空港通入口交差点から松山松前伊予線と重複するが、重複後は南側に伊予鉄道郡中線が走る。ここまで来ると、今度は松山中心部を目指す車で渋滞が起こる。ちなみに松山松前伊予線重複区間から終点の国道56号までの区間は、かつて国道56号であった。
終点地となる北藤原交差点は5叉路の交差点である。しかし終日の通行規制で北方向（国道56号・松山北部方面）にしか曲がれない。
松山空港と市内を結ぶ一般路線バス（普通便）はこちらを経由する。そのためリムジンバスより数分余計に時間がかかるが、本数が多く運賃が安価である。

### 重複区間
- 愛媛県道22号伊予松山港線（松山市南吉田町・松山空港入口交差点 - 松山市南吉田）
- 愛媛県道326号松山松前伊予線（松山市空港通・空港通入口交差点 - 松山市土橋・土橋町交差点）

## 地理

### 通過する自治体
- 松山市

### 交差する道路
旧空港通り

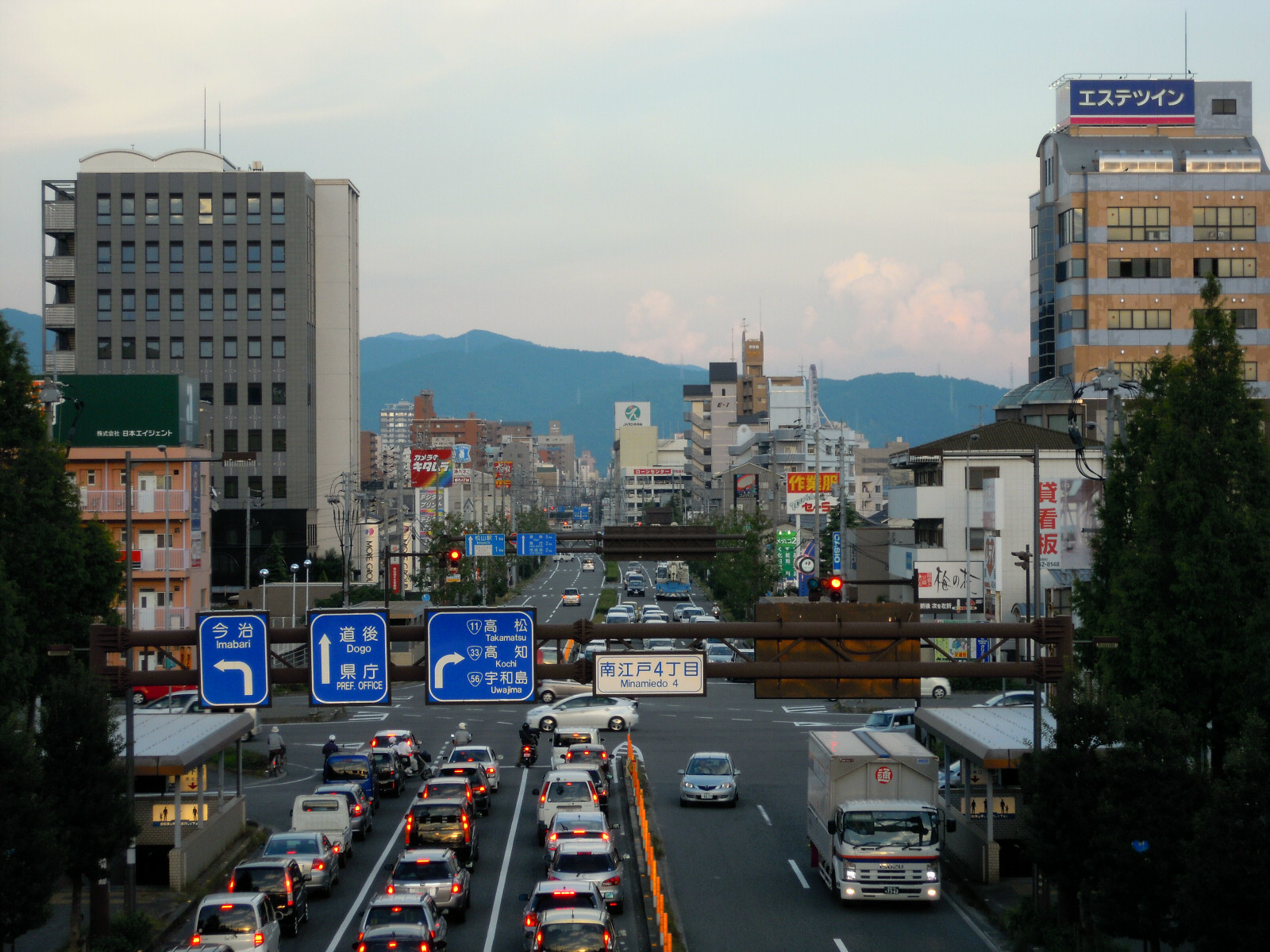
新空港通り終点付近

- 愛媛県道22号伊予松山港線（松山市南吉田町）
- 愛媛県道219号砥部伊予松山線（松山市高岡町）
- 松山環状線（松山市空港通）
- 愛媛県道326号松山松前伊予線（松山市土橋町）
- 国道56号（終点）

新空港通り
- 愛媛県道22号伊予松山港線（松山市北吉田町）
- 愛媛県道219号砥部伊予松山線（松山市北斎院町）
- 松山環状線（松山市南江戸、終点）

### 沿線にある施設など
- 松山空港（松山市南吉田）
- 土橋駅（伊予鉄道郡中線）（松山市土橋）

教育施設
- 私立済美高等学校（松山市湊町）
- 私立済美平成中等教育学校（松山市空港通）
- 松山市立津田中学校（松山市北斎院）
- 松山市立生石小学校（松山市高岡）

公共施設
- 松山市総合コミュニティセンター（松山市湊町）
- 松山市立中央図書館（松山市湊町）
- 松山市中央浄化センター（松山市南江戸）

その他
- 帝人松山事業所（松山市北吉田）
- 石原自動車教習所（松山市竹原）
- あいテレビ（松山市竹原）
- いよてつ高島屋（松山市湊町）